# Armada pakistana
Armada pakistana är en fjärilsart som beskrevs av Edward P. Wiltshire 1979. Armada pakistana ingår i släktet Armada och familjen nattflyn. Inga underarter finns listade i Catalogue of Life.